# Oriental (Omã)
A Região Oriental (em árabe: الْـمِـنْـطَـقَـة الـشَّـرْقِـيَّـة; romaniz.: Al-Minṭaqah Ash-Sharqiyyah) era uma região (mintaqah) constituinte do Sultanato do Omã até 2011, quando foi dividida nas províncias Sudeste e Nordeste. Com capital em Sur, estava subdividida em 11 vilaietes (distritos). Segundo censo de 2010, tinha 350 514 habitantes.

## Vilaietes
| Nome árabe       | Nome português        | População | Ref.  |
| ---------------- | --------------------- | --------- | ----- |
| جعلان بني بوحسن  | Jalane Bani Bu Haçane | 30 146    | [ 1 ] |
| صور              | Sur                   | 64 988    | [ 1 ] |
| مصيرة            | Maceira               | 8 726     | [ 1 ] |
| جعلان بني بو علي | Jalane Bani Bu Ali    | 64 988    | [ 1 ] |
| الكامل و الوافي  | Alcamil e Aluafi      | 22 816    | [ 1 ] |
| ابراء            | Ibra                  | 27 216    | [ 2 ] |
| دماء و الطائيين  | Dima e Ataine         | 22 816    | [ 2 ] |
| بدية             | Bidia                 | 20 946    | [ 2 ] |
| وادي بني خالد    | Uádi Bani Calide      | 9 468     | [ 2 ] |
| القابل           | Alcabil               | 16 033    | [ 2 ] |
| المضيبي          | Mudaibi               | 69 377    | [ 2 ] |